# تجديد العظام والأنسجة الموجه
تجديد العظام الموجه (بالإنجليزية: Guided bone regeneration، واختصارًا: GBR) وتجديد الأنسجة الموجه (Guided tissue regeneration، واختصارًا: GTR) هي إجراءات جراحية سنية تستخدم أغشية حاجزية من أجل توجيه نمو العظام والأنسجة اللثوية الجديدة في المواقع ذات الأحجام أو الأبعاد غير الكافية من العظام أو اللثة من أجل تصحيح الوظيفة أو الناحية الجمالية أو تثبيت الأسنان. يشير تجديد العظام الموجه عادة إلى إجراءات زيادة أو تجديد العظام. ويشير تجديد الأنسجة الموجهة عادة إلى تجديد ارتباط اللثة.
يتشابه تجديد العظام الموجه مع تجديد الأنسجة الموجهة، ولكنه يركز على تطوير الأنسجة الصلبة بالإضافة إلى الأنسجة الرخوة على الارتباط اللثوي. في الوقت الحاضر، يُطبق تجديد العظام الموجه في الغالب في تجويف الفم من أجل دعم نمو الأنسجة الصلبة الجديد على الارتفاعات السنخية من أجل السماح بوضع مستقر لزراعة الأسنان. عند استخدام التطعيم العظمي بالتزامن مع التقنية الجراحية السليمة، فإن تجديد العظام الموجّه هو إجراء مُثبت وموثوق.

## تاريخيًا
وُصف استخدام الأغشية الموجهة لتجديد العظام لأول مرة في سياق أبحاث العظام 1959. طور ميلكر المبادئ النظرية الأساسية لتجديد الأنسجة الموجه في عام 1976، الذي أوضح ضرورة استبعاد الخلايا غير المرغوب بها من مواقع الشفاء من أجل السماح بنمو الأنسجة المطلوبة. استنادًا إلى النتائج السريرية الإيجابية للتجديد في أبحاث أمراض اللثة في الثمانينيات، بدأت الأبحاث بالتركيز على إمكانية إعادة بناء الارتفاعات السنخية باستخدام التجديد العظمي الموجه. عورضت نظرية تجديد الأنسجة الموجهة في طب الأسنان. فحص داهلين وآخرون مبادئ (جي بي آر) لأول مرة في عام 1988 على الفئران. أُمكن تحسين الإدخال الانتقائي للخلايا المكونة للعظام في منطقة العيب العظمي في حال أُبقيت الأنسجة المجاورة بعيدًا عن الغشاء. أُكد ذلك في دراسة أجراها كوزوبولوس وكارينغ في عام 1994. يمكن استخدام الـ(جي بي آر) من أجل تجديد العظام فوق الطعوم المكشوفة. أظهرت الدراسات الحديثة زيادة أكبر في الارتباط في تجديد الأنسجة الموجّهة (جي تي آر) على التجريف المفتوح. ومع ذلك، فقد أظهرت هذه المراجعة المنهجية تغير النتائج التالية للـ(جي تي آر) للغاية في الدراسات. لذلك، يحتاج المرضى والأخصائيون الصحيون إلى النظر في إمكانية الاعتماد بهذه التقنية مقارنةً بطرق العلاج الأخرى قبل اتخاذ قرارات نهائية بشأن استخدامها.

## نظرة عامة
يضم تجديد العظام والأنسجة الأخرى الناجح أربع مراحل، وتُختصر بالاختصار «بّي أيه إس إس»:
1. الإغلاق الأساسي للجرح من أجل تعزيز الشفاء المستمر دون انقطاع.
2. تكوين الأوعية الدموية من أجل توفير إمدادات الدم اللازمة والخلايا الميزانشيمية غير المتمايزة.
3. خلق وصيانة المساحة من أجل تسهيل نمو العظام.
4. استقرار الجرح للحث على تكوين خثرة دموية والسماح بالشفاء بلا حراك.

تستغرق عملية الشفاء الطبيعية بعد قلع الأسنان 40 يومًا (من مرحلة الخثرة إلى التجويف المملوء بالعظم والأنسجة الضامة والظهارة).
تؤدي حالة اللثة المدمرة، والتهاب اللثة المزمن عند الفرد الحساس إلى تحلل كل من الأنسجة الضامة التي تربط السن والعظم الداعم للجذر. يوقف العلاج التقليدي المرض لكنه لا يستعيد دعم العظام أو الأنسجة الضامة التي فقدت في عملية المرض. يمكن تطبيق جراحة تجديد الأنسجة الموجهة هنا، بهدف تجديد أنسجة اللثة.
وجدت مراجعة كوكرين أن تأثير الـ(جي تي آر) كان أكبر على نتائج السبر، بما في ذلك: كسب الارتباط، وانخفاض عمق الجيب، وقلة انحسار اللثة والمزيد من الكسب في فحص الأنسجة الصلبة مقارنة بعلاج اللثة بالتجريف المفتوح.

## التطبيق
حدث أول تطبيق لأغشية الحاجز في الفم في عام 1982، في سياق تجديد أنسجة اللثة عبر طعوم الـ(جي تي آر) بصفتها بديلًا للإجراءات الجراحية العلاجية الهادفة إلى تقليل عمق الجيوب. يُستخدم الغشاء الحاجز في تقنية (جي بي آر) من أجل تغطية عيوب العظام وخلق مساحة منعزلة، ما يمنع النسيج الضام من النمو في الفضاء ويسهل أولوية نمو أنسجة العظام. توجد فائدة إضافية للغشاء هي توفير حماية الجرح من الاضطراب الميكانيكي والتلوث اللعابي.